# ماتریس قطری
در جبر خطی، یک ماتریس قطری (به انگلیسی: Diagonal Matrix) یک ماتریس (معمولاً یک ماتریس مربعی) است که تمام درایه‌های خارج از قطر اصلی(↘) آن همه صفر باشد. درایه‌های قطر اصلی می‌تواند صفر یا غیرصفر باشد. بنابرین ماتریس D = (di,j) با n سطر و n ستون قطری است اگر:
{\displaystyle d_{i,j}=0{\mbox{ if }}i\neq j\qquad \forall i,j\in \{1,2,\ldots ,n\}.}
به‌طورمثال ماتریس زیر قطری است:
{\displaystyle {\begin{bmatrix}1&0&0\\0&4&0\\0&0&-3\end{bmatrix}}.}
ماتریسی که درایه‌های خارج از قطر فرعی آن صفر باشد ماتریس شبه قطری نامیده می‌شود.
عنوان ماتریس قطری گاهی به ماتریس‌های غیرمربعی نیز گفته می‌شود که فقط درایه‌های di,i ناصفر (یا صفر) باشند. به‌طور مثال:
{\displaystyle {\begin{bmatrix}1&0&0\\0&4&0\\0&0&-3\\0&0&0\\\end{bmatrix}}}، or {\displaystyle {\begin{bmatrix}1&0&0&0&0\\0&4&0&0&0\\0&0&-3&0&0\end{bmatrix}}.}
اگرچه در بقیه مقاله منظور ماتریس مربعی است.
هر ماتریس قطری لزوماً ماتریس متقارن است و ماتریس‌های صفر، همانی، تمام ماتریس‌های یک‌بعدی و اسکالر ماتریس قطری به‌شمار می‌روند.
می‌توان ماتریس قطری را نیز ماتریسی تعریف کرد که بالامثلثی و هم پایین‌مثلثی باشد.

## ماتریس اسکالر
ماتریس قطری که تمام درایه‌های قطر اصلی آن برابر باشد یک ماتریس اسکالر نامیده می‌شود و برابر با همان مقدار درایه در ضرب ماتریس‌هاست یا به عبارت دیگر λIکه I ماتریس همانی است. برای مثال ماتریس ۳×۳ اسکالر به این شکل است:
{\displaystyle {\begin{bmatrix}\lambda &0&0\\0&\lambda &0\\0&0&\lambda \end{bmatrix}}.}
این ماتریس‌ها در تبدیل واحد نقش تجانس با نسبت λ؛ را به مرکز مبدأ مختصات دارند

## عملگرها
دترمینان ماتریس قطری برابر است با حاصلضرب درایه‌های واقع بر قطر آن و برای ماتریس شبه‌قطری {\displaystyle n\times n}برابر است با حاصلضرب درایه‌های واقع بر قطر فرعی ضربدر {\displaystyle (-1)^{\binom {n}{2}}}.
عملگرهای ماتریس‌ها روی ماتریس‌های قطری بسیار ساده عمل می‌کنند به‌طوری مثال ضرب دو ماتریس قطری به صورت زیر است.
{\displaystyle {\begin{bmatrix}a&0&0\\0&b&0\\0&0&c\end{bmatrix}}\times {\begin{bmatrix}d&0&0\\0&e&0\\0&0&f\end{bmatrix}}={\begin{bmatrix}a.d&0&0\\0&b.e&0\\0&0&c.f\end{bmatrix}}.}
یک ماتریس قطری وارون‌پذیر است اگر و فقط اگر تمام درایه‌های قطر اصلی آن ناصفر باشند و وارون آن برابر است با:
{\displaystyle A={\begin{bmatrix}a&0&0\\0&b&0\\0&0&c\end{bmatrix}}\to A^{-1}={\begin{bmatrix}{\frac {1}{a}}&0&0\\0&{\frac {1}{b}}&0\\0&0&{\frac {1}{c}}\end{bmatrix}}}
ماتریس الحاقی برای یک ماتریس قطری به صورت زیر است:
{\displaystyle A={\begin{bmatrix}a&0&0\\0&b&0\\0&0&c\end{bmatrix}}\to A^{*}={\begin{bmatrix}bc&0&0\\0&ac&0\\0&0&ab\end{bmatrix}}}

## خواص دیگر
ویژه‌مقدارهای ماتریس قطری که قطر اصلی آنa1, … , an باشد برابر است با a1, … , an.
ماتریس الحاقی هر ماتریس قطری نیز خود یک ماتریس قطری است.
یک ماتریس مربعی قطری است اگر و فقط اگر مثلثی و نرمال باشد.